# Scopula inangulata
Scopula inangulata är en fjärilsart som beskrevs av W. Warren 1896. Scopula inangulata ingår i släktet Scopula och familjen mätare. Inga underarter finns listade.